# アキリセネの和約
アキリセネの和約（英:Peace of Acilisene）は、ローマ帝国のテオドシウス1世とサーサーン朝のシャープール3世との間で締結された条約であり、384年および387年に成立したものである。

## 条項
この条約は384年に締結され、後の387年に再確認されたものであり、アルメニア王国をローマ帝国とサーサーン朝の間で分割することが定められた。サーサーン朝はペルシア・アルメニアと呼ばれるより大きな部分を獲得し、ローマ側はソペネおよび小アルメニアと呼ばれる比較的小さな領域を保持した。この合意により、両帝国の間に新たな国境線が引かれ、それはエルズルムからムシュにかけて走る線とされた。
また、この条約により、ローマ帝国はイベリア王国（現在の東ジョージア）をサーサーン朝の支配下にあることを認めた。この時期、サーサーン朝の影響力は再び東ジョージアで拡大し、ゾロアスター教がトビリシにまで広がり、5世紀中頃まで「イベリアにおける第二の国教」のような存在となった。